# Asterix e i Pitti
Asterix e i Pitti (Astérix chez les Pictes), noto in Italia anche come Asterix in Scozia, è il trentacinquesimo albo a fumetti della serie Asterix, realizzato da Jean-Yves Ferri (sceneggiatura) e Didier Conrad (disegni). La sua prima pubblicazione in volume in lingua originale risale al 24 ottobre 2013.
È il primo albo ufficiale di Asterix ad essere stato scritto e disegnato da autori diversi dagli originali creatori della serie, René Goscinny e Albert Uderzo; quest'ultimo, che aveva proseguito da solo la realizzazione delle storie dopo la morte del collega, ha infatti passato il testimone dopo la pubblicazione del precedente albo Il compleanno di Asterix & Obelix - L'albo d'oro, dichiarando la sua esplicita volontà di far sopravvivere il piccolo eroe ai suoi creatori.

## Trama
Durante un rigido inverno, Asterix e Obelix trovano sulla spiaggia del villaggio un uomo ibernato in un blocco di ghiaccio, e lo portano dal druido Panoramix, che lo individua come un Pitto, nativo della lontana Caledonia (l'attuale Scozia). Panoramix libera dal blocco di ghiaccio lo strano individuo, che però è colpito da una singhiozzante afonia e incapace di esprimesi, persino nel linguaggio dei segni. L'unico indizio della sua storia è un anello d'oro che gli cinge la mano.
Aiutati dal druido, Asterix e Obelix lo aiutano a riottenere un minimo della sua parola, comunque insufficiente per i Galli, ma un giorno il pitto disegna una mappa su uno dei menhir di Obelix, che lo dovrebbe portare a casa. I due galli e il pitto salpano così per la lontana terra del nord, con in più un elisir curativo per la gola del pitto. Ben presto, egli recupera completamente la sua voce, e rivela di chiamarsi Mac Keron e di essere finito sulle coste galliche a seguito di un agguanto tesogli dal malvagio Mac Arogna, capoclan rivale che agogna a diventare Re di tutte le tribù pitte; a tale scopo, Mac Arogna intende sposare la sua amata Camomilla, figlia adottiva di Mac II, ultimo monarca di Caledonia, e si è coperto le spalle tramite un'alleanza segreta con i Romani, arrivando persino a invitare una legione romana per la sua coronazione.
Giunti a destinazione, dopo un incontro con un simpatico antenato del Mostro di Loch Ness che ruba loro l'elisir curativo, i Galli visitano la famiglia di Mac Keron, il quale però apprende che, poco dopo l'assenza del giovane pitto, la sua amata Camomilla è stata rapita da Mac Arogna. Asterix incoraggia il giovane Mac Keron ad affrontare Mac Arogna, ma questi perde di nuovo la sua voce, quindi i due Galli vanno dal mostro per tentare di riprendersi l'elisir curativo. Durante il viaggio s'imbattono però in un tunnel che li porta nelle segrete dei Pitti Rossi, dove Camomilla è tenuta prigioniera; i due Galli salvano la giovane e insieme escono dalle segrete. Il giorno dopo, sull'isolotto vicino alla Caledonia, dove Mac Arogna sta per essere incoronato re dai capitribù pitti ricongiuntisi per l'incoronazione, Mac Keron e la sua famiglia irrompono nella cerimonia e affrontano Mac Arogna; la sfida è però dichiarata nulla in quanto Mac Keron deve ancora recuperare la voce. Da un tunnel emergono però i Galli e Camomilla, la cui vista fa recuperare a Mac Keron la sua voce. Galli e Pitti (così come il mostro di Loch Ness) uniscono le loro forze per combattere Mac Arogna e i suoi alleati romani, e ancora una volta la vittoria arride ai protagonisti, con Mac Arogna e il centurione comandante della legione romana sua alleata che vengono legati a un tronco e buttati nelle gelide acque dei caledoni, come era successo a Mac Keron.
Così, dopo che i Pitti incoronano Mac Keron come loro re, i Galli tornano a casa a banchettare sotto le stelle come di consueto.

## Personaggi principali
I personaggi presenti nella storia più rilevanti ai fini della trama sono:

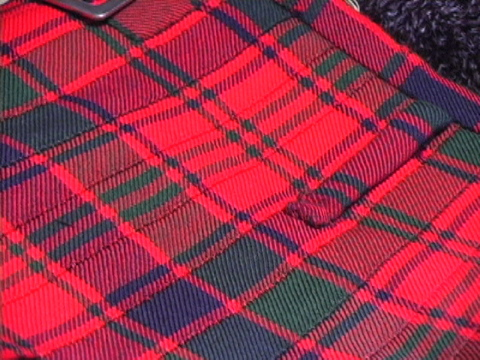
Un kilt scozzese

- Asterix: si imbarca con Obelix per la Caledonia per aiutare l'amico pitto, armato come sempre di una borraccia di pozione magica e della propria astuzia
- Obelix: come sempre al seguito dell'amico, ha modo di dilettarsi nel gioco del lancio dei tronchi d'albero, di ampliare la propria collezione di elmi e di sperimentare la cucina caledone, per una volta a base non di cinghiali ma di salmone affumicato
- Mac Keron (Mac Oloch)[4]: guerriero pitto soccorso da Asterix e Obelix, è un giovanotto prestante e sensibile che conquista presto l'ammirazione delle donne del villaggio (e l'invidia dei rispettivi mariti). Innamorato della bella Camomilla, ha un conto aperto con il perfido Mac Arogna che ha rapito la ragazza e lo ha gettato a mare; malgrado una persistente afonia, con l'aiuto dei suoi amici Galli riesce infine a sconfiggere il rivale e a farsi acclamare Re, oltre a riabbracciare la sua amata
- Camomilla: bella ragazza caledone dai lunghi capelli rossi raccolti a trecce e un carattere piuttosto burrascoso, è la figlia del precedente Re caledone. Rapita per questo da Mac Arogna, che vorrebbe costringerla alle nozze, viene liberata da Asterix e Obelix e ha modo infine di dare il benservito al suo carceriere, oltre che a ricongiungersi con l'amato Mac Keron (che mette subito in riga)
- Mac Arogna (Mac Abbeh): malvagio capoclan caledone, mira a divenire Re di tutti i Pitti e rapisce per questo Camomilla, figlia del precedente sovrano, oltre a liberarsi con un agguato del rivale Mac Keron. Stringe anche una truffaldina alleanza con i Romani, guidati dai centurioni Graffitisuibus e Saltanotizius, ma i suoi inganni vengono infine pubblicamente smascherati da Mac Keron e insieme ai suoi uomini va incontro ad una inevitabile disfatta nell'immancabile zuffa finale.
- Numerochiusus: agente romano del censimento, si lamenta sempre quando qualcuno si assenta o entra nel villaggio dove deve compiere per l'appunto il suo censimento.
- Graffitisuibus e Saltanotizius: due centurioni romani, incaricati di stringere un'alleanza con Mac Arogna e il suo clan.

## Storia editoriale
Uderzo ha dichiarato di aver per lungo tempo pensato di lasciar morire il personaggio di Asterix con lui, come in passato aveva fatto Hergé (autore di Tintin). Successivamente l'autore si è però ricreduto, dopo essersi consultato anche con Anne Goscinny (figlia dello scomparso René), dichiarando che la decisione di finire la serie "non spettasse più a lui" dal momento che "Asterix appartiene ormai ai lettori", autorizzando perciò il proseguimento dell'opera con altri autori. Uderzo ha personalmente partecipato alla scelta dei suoi successori, operazione effettuata nel più stretto riserbo. In un primo momento il disegnatore scelto era stato Frédéric Mébarki, collaboratore di lunga data di Uderzo, il quale ha successivamente abbandonato l'incarico a causa dell'eccessiva pressione psicologica nel gestire un personaggio tanto famoso; la scelta finale è stata dunque di Didier Conrad ai disegni e Jean-Yves Ferri alla sceneggiatura, entrambi autori già affermati in Francia. Uderzo ha comunque supervisionato l'intera stesura dell'albo, dando il proprio parere (e in alcuni casi chiedendo apertamente modifiche) sull'aspetto dei personaggi e suggerendo alcune battute. La copertina dell'albo è stata inoltre realizzata a quattro mani da Conrad e dallo stesso Uderzo, che vi ha disegnato il personaggio di Obelix, e porta infatti le firme di entrambi i disegnatori.
In Francia la storia fu pubblicata direttamente in albo cartonato nel 2013, dalla casa editrice Les Éditions Albert René (di proprietà della Hachette Livre).

### Edizioni estere

#### Italia
In Italia l'albo è edito, come gli altri della serie, da Mondadori; la prima edizione italiana risale all'ottobre 2013 per la traduzione di Michele Foschini.

## Riferimenti storici e citazioni

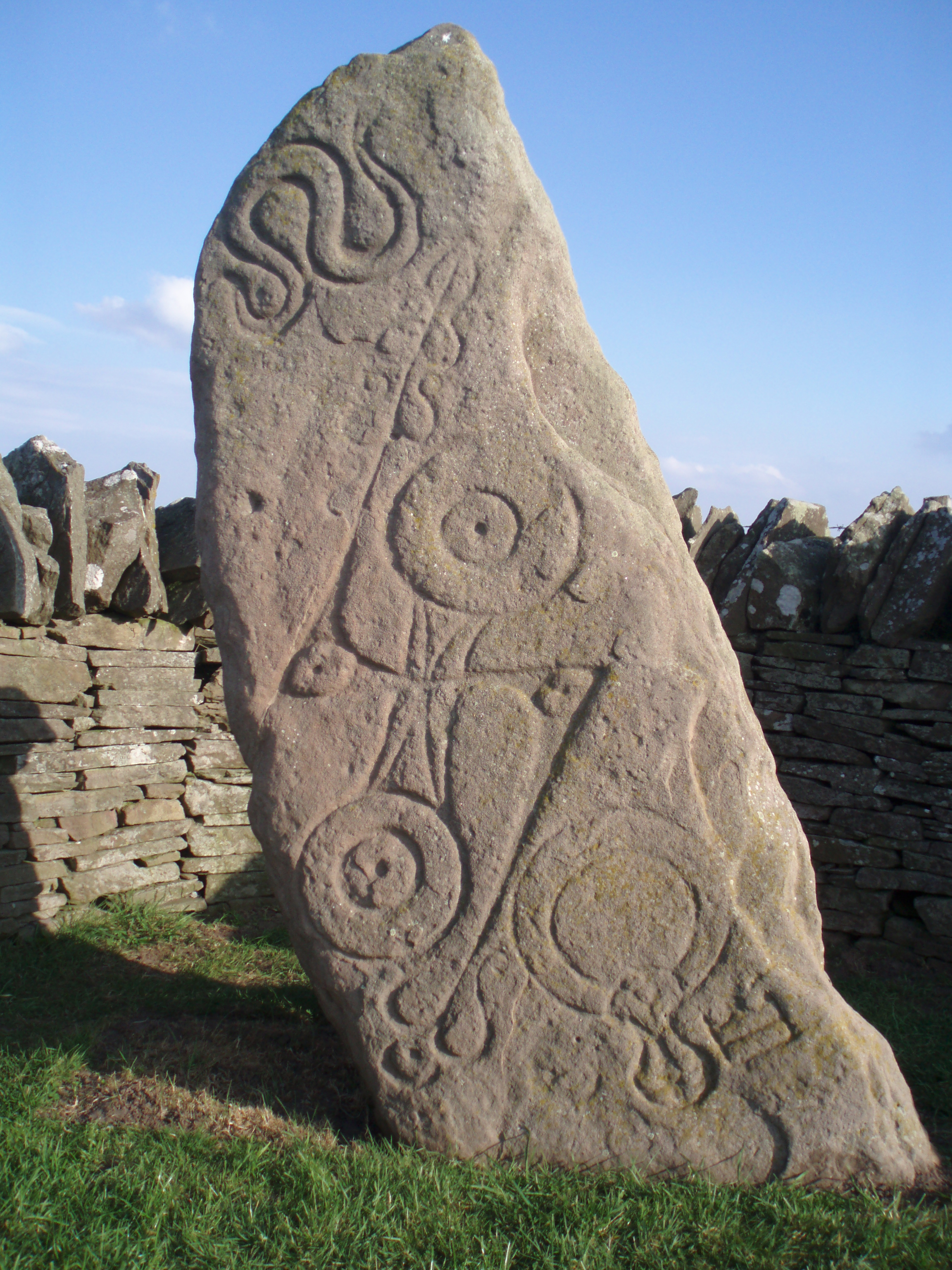
Pietre pitte: iscrizioni su una pietra nella contea di Angus

È la seconda volta che Asterix e Obelix mettono piede in Gran Bretagna, la prima era stata nell'albo Asterix e i Britanni; in questa storia i due sbarcano in Caledonia, terra dei Pitti, descritti come un indomito popolo guerriero, caratterizzato da vistosi tatuaggi e dall'abitudine di disegnare o incidere sulle pietre dei pittogrammi, riferimento ai reperti archeologici noti come pietre pitte. Altrettanto attestata storicamente è l'esistenza di un Re dei Pitti. I Pitti rappresentati nel fumetto hanno molte similitudini con i Galli, e si esprimono in una lingua simile a quella celtica parlata dai protagonisti; Panoramix nella storia li definisce "cugini" rispetto ai Galli. Non mancano comunque voluti anacronismi comici; fra questi vi sono i tartan e i kilt utilizzati dai Pitti e distintivi di ciascun clan (nella realtà un'invenzione di gran lunga posteriore, risalente al secolo XVIII) ed il whisky, da loro bevuto in gran quantità e chiamato "acqua di malto". Inoltre compaiono le cornamuse, simbolo scozzese per eccellenza, e il gioco del lancio dei tronchi, a cui Obelix si appassiona, che fa parte degli Highland games. Le mucche pelose incontrate dai protagonisti sono un richiamo alla razza bovina nota come Highlander. I nomi dei guerrieri pitti, infine, iniziano tutti con "Mac", particella comune e contraddistintiva di molti cognomi scozzesi odierni. Nell'albo fa la sua comparsa anche il Mostro di Loch Ness, o per meglio dire un antenato della leggendaria creatura, di nome Afnor; nelle ultime tavole si ha inoltre un accenno al Vallo di Adriano, fatto costruire (come correttamente sottolineato nel fumetto) dall'Imperatore romano quasi un secolo dopo l'epoca in cui si svolge la vicenda narrata.
Mac Keron, il coprotagonista pitto dell'albo, è dichiaratamente modellato sulle fattezze di Oumpah-Pah, eroe dell'omonima serie creata proprio da Goscinny e Uderzo precedentemente ad Asterix: si tratta perciò di un omaggio del disegnatore Conrad ai suoi due illustri predecessori. L'antagonista Mac Arogna, dal canto suo, ha invece il volto (pesantemente caricaturato) dell'attore Vincent Cassel. Nella storia sono presenti poi diversi riferimenti musicali: gli incomprensibili "borgorigmi" di Mac Keron in preda ad afasia sono tutte citazioni di canzoni famose, da Ob-la-di, Ob-la-da dei Beatles a Stayin' Alive dei Bee Gees; inoltre, il bardo del villaggio caledone (visto nella Tavola 26) ha, in originale, il nome di "Mac Keul" e sempre nell'originale francese, dopo essere stato malmenato da Obelix, dice la frase "Quoi? Qu'est-ce qu'il a Mac Keul?", riferimento alla canzone Ma Gueule di Johnny Hallyday (in italiano il riferimento, di difficile comprensione e traduzione, è stato eliminato). Sul piano dei riferimenti interni ai precedenti albi della serie, lo sceneggiatore Ferri ha esplicitamente dichiarato di aver voluto rendere "omaggio alle prime edizioni dell'eterno Asterix, e l'albo vede in effetti la riproposizione di personaggi e situazioni tipiche degli albi di Asterix ed ormai "tormentoni" irrinunciabili della serie, dalle liti fra il fabbro Automatix e il pescivendolo Ordinalfabetix ai perenni screzi del capo Abraracourcix con i portatori del suo scudo, dai Pirati fino al banchetto finale che chiude la storia, con il bardo Assurancetourix legato e imbavagliato.

## Accoglienza di pubblico e critica
L'albo è stato pubblicato in patria con una tiratura iniziale di 2,2 milioni di copie, a cui se ne aggiungono altrettante destinate al mercato estero (un milione e mezzo delle quali nella sola Germania), per un totale complessivo di 5 milioni di copie in tutto il mondo. In totale l'albo è stato tradotto in 22 lingue, a cui sono seguite nel dicembre 2013 le ulteriori traduzioni in lingua cinese, russo e giapponese.

## In altre lingue
Il titolo originale dell'albo, Astérix chez les Pictes, è stato tradotto come segue in alcune delle principali lingue in cui il fumetto è edito; vengono inoltre indicate la casa editrice e l'anno di prima pubblicazione:
- catalano:  Astèrix i els Pictes - Salvat editores,  Spagna, 2013
- ceco: Asterix u Piktů  - Egmont ČR,  Rep. Ceca, 2013
- danese: Asterix blandt Pikterne - Egmont Serieforlaget A/S,  Danimarca, 2013
- finlandese: Asterix ja piktit - Egmont Kustanus Oy,  Finlandia, 2013
- inglese: Asterix and the Picts - Orion,  Regno Unito, 2013
- norvegese: Asterix hos Pikterne - Egmont Serieforlaget A/S,  Norvegia, 2013
- olandese: Asterix bij de Picten - Éditions Albert René (Hachette Livre),  Paesi Bassi, 2013
- polacco: Asteriks u Piktów - Egmont SP,  Polonia, 2013
- portoghese: Astérix entre os Pictos - Edições ASA,  Portogallo, 2013
- spagnolo: Astérix y los Pictos - Salvat editores,  Spagna, 2013
- svedese: Asterix hos Pikterna - Egmont AB,  Svezia, 2013
- tedesco: Asterix bei den Pikten - Egmont Ehapa Verlag,  Germania, 2013
- ungherese: Asterix és a Piktek - Egmont Hungary,  Ungheria, 2013